# Local Hero
Local Hero is een Britse filmkomedie uit 1983 onder regie van Bill Forsyth.

## Verhaal
MacIntyre is een vertegenwoordiger van een grote oliemaatschappij. Hij krijgt de opdracht om een dorpje in Schotland volledig op te kopen. De oliemaatschappij wil op die plaats immers een raffinaderij bouwen. Gaandeweg raakt MacIntyre echter gehecht aan de dorpelingen. Hij begint twijfels te krijgen over zijn opdracht.

## Rolverdeling
| Acteur         | Personage       |
| -------------- | --------------- |
| Peter Riegert  | MacIntyre       |
| Burt Lancaster | Felix Happer    |
| Denis Lawson   | Gordon Urquhart |
| Peter Capaldi  | Danny Oldsen    |
| Jenny Seagrove | Marina          |